# Юодишкис (Швянчёнский район)
Юодишкис (лит. Juodiškis) — село в восточной части Литвы. Входит в состав Швенченеляйского староства Швянчёнского района. По данным переписи 2011 года население села составляло 36 человек.

## География
Село расположено в северной части района. Находится в 6 километрах к северо-востоку от города Швенчёнеляй. Ближайшие сёла — Руджёнис и Аугуставас.

## Население
| 1905                           | 1931 | 1959 | 1970 | 1979 | 1989 | 2001 | 2011 |
| ------------------------------ | ---- | ---- | ---- | ---- | ---- | ---- | ---- |
| 115                            | 164  | 104  | 105  | 105  | 53   | 47   | 36   |
| Гистограмма динамики населения |      |      |      |      |      |      |      |